# الواح نقشه ملکوتی
 الواح نقشهٔ ملکوتی یا فرامین تبلیغی مجموعهٔ ۱۴ نامه (لوح) است که بین ماه مارس سال ۱۹۱۶ و مارس ۱۹۱۷ توسط عبدالبهاء و خطاب به بهائیان در ایالات متحده و کانادا نوشته شده. ۵ لوح اول این مجموعه در ۸ سپتامبر ۱۹۱۶ در مجلهٔ نجم باختر (Star of the West) در آمریکا به انتشار رسیدند. مجموعهٔ کامل این الواح پس از جنگ جهانی اول در شمارهٔ دیگری از این مجله در نوامبر ۱۹۱۸ منتشر شدند. این الواح امروز در کتاب‌ها و مجموعه‌های مختلفی گنجانده شده‌اند.
چهار نامه از کل این نامه‌ها خطاب به بهائیان آمریکای شمالی و ده نامهٔ دیگر خطاب به بخش‌های خاص از جامعهٔ بهائی آمریکای شمالی است. در این نامه‌ها عبدالبهاء وظیفهٔ انتشار دیانت بهائی به اکثر دیگر نقاط عالم را به بهائیان آمریکای شمالی سپرد. این نامه‌ها حاوی توضیحاتی دربارهٔ نحوهٔ گسترش آئین بهائی در نقاط مختلف جهان بود و شالودهٔ گسترش جهانی این آئین در دوران رهبری شوقی افندی را فراهم کرد.
این نامه‌ها به همراه لوح کرمل اثر بهاءالله و الواح وصایای عبدالبهاء توسط شوقی افندی به عنوان سه منشور دیانت بهائی توصیف شده‌اند.